# Léon Delagrange

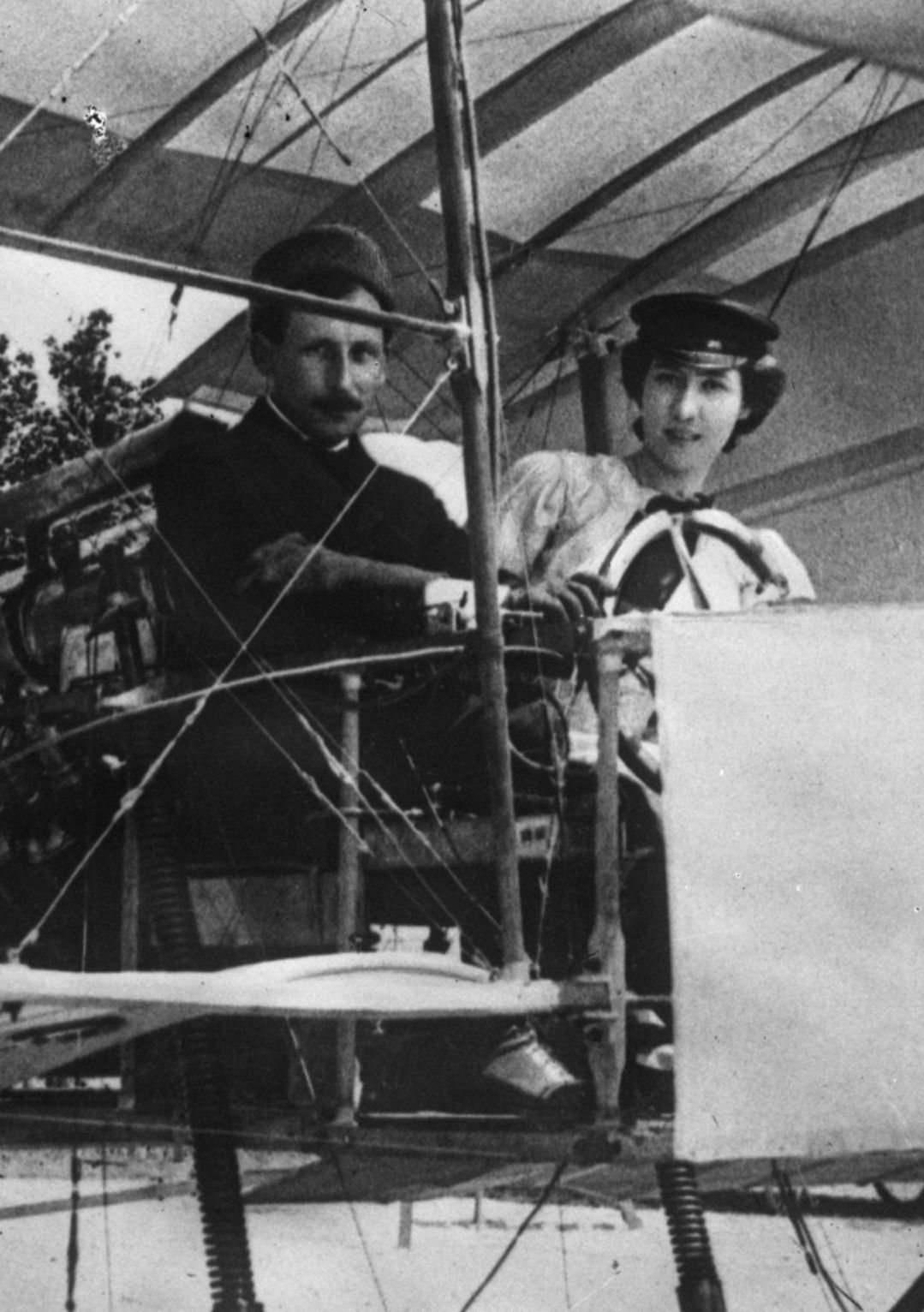
Léon Delagrange e Thérèse Peltier a Issy-les-Moulineaux nel 1908

Ferdinand Marie Léon Delagrange (Orléans, 14 marzo 1872 – Croix d'Hins, 4 gennaio 1910) è stato un aviatore e scultore francese.

## Debutto
Studiò scultura presso l'Accademia di Belle Arti di Parigi ed espose alla Salon des artistes français. Le arti permisero di avvicinarsi alla nascente aviazione, che divenne per lui una seconda passione.
Si costruì un aeroplano nel 1906 con il quale sperimentò con successo il primo volo 6 maggio 1907 ad un'altezza di 4 metri per una distanza di 80 metri. Lo stesso anno, imparò a padroneggiare, non senza incidenti, una macchina ordinata a proprie spese dei laboratori fratelli Voisin, su cui primo volo il 2 novembre.

## Record
11 aprile 1908, batté il record di distanza 3925 m e tempo di volo (6 minuti e 30 secondi) su un Voisin che aveva fatto costruire. Poco più di un mese dopo, il 29 maggio, ha battuto un nuovo record in Italia, questa volta 12750 mcoperti in 15 minuti e 25 secondi di volo.
Durante molti dei suoi voli, Delagrange era accompagnato a bordo dall'amica Thérèse Peltier, che diventerà in seguito la prima donna a pilotare un aereo. Leon Delagrange creò nello stesso anno la sua compagnia aerea.
Il 6 settembre  1909, batte ancora tutti i record per i voli distanza e la durata a bordo del biplano Voisin 3, rendendo 15 volte e mezzo intorno al campo di Issy-les-Moulineaux o 24727 m coperti in 29 minuti e 54 secondi.
L'anno successivo, 7 ottobre 1909, gli venne assegnato il brevetto di pilota n. 3 (n. 1 e 2 vennero assegnati rispettivamente a Louis Blériot e Glenn Curtiss). Sempre nel 1909 fu nominato cavaliere della Legione d'onore.

## Fine tragica

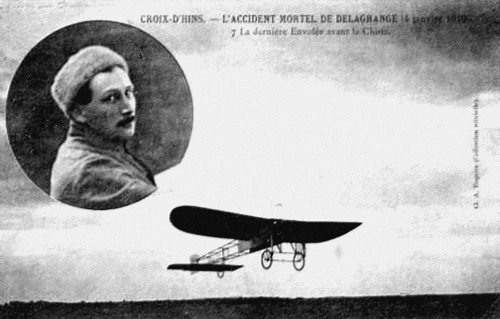
L'ultimo viaggio di Delagrange

Il 4 gennaio 1910, Leon Delagrange morì sul campo d'aviazione Hinsdale Croce vicino a Bordeaux, mentre volava contro un vento piuttosto sostenuto con un apparecchio Bleriot.
Il suo nome era dato a una strada nel XV arrondissement di Parigi, situato a poche centinaia di metri dal Issy-les-Moulineaux, dove ha battuto diversi record. Quest'area rimarrà profondamente legato all'aviazione regnerà come la sede dell'Armée de l'air, la Direzione generale l'aviazione civile e Parigi Eliporto.